# (100911) 1998 KF26
(100911) 1998 KF26 es un asteroide perteneciente al cinturón de asteroides, región del sistema solar que se encuentra entre las órbitas de Marte y Júpiter, descubierto el 22 de mayo de 1998 por el equipo del Lincoln Near-Earth Asteroid Research desde el Laboratorio Lincoln, Socorro, Nuevo México, Estados Unidos.

## Designación y nombre
Designado provisionalmente como 1998 KF26. 

## Características orbitales
1998 KF26 está situado a una distancia media del Sol de 2,378 ua, pudiendo alejarse hasta 2,906 ua y acercarse hasta 1,850 ua. Su excentricidad es 0,221 y la inclinación orbital 4,858 grados. Emplea 1339,82 días en completar una órbita alrededor del Sol.

## Características físicas
La magnitud absoluta de 1998 KF26 es 16,5. 